# 今村昌弘
今村昌弘（日语：／ Imamura Masahiro，1985年—）是一位日本推理小说作家，出生于长崎县。

## 简历
今村昌弘毕业于冈山大学医学院保健专业，最初一边当放射技师一边写小说，29岁时辞去工作专心写作。他曾决定32岁生日时还未出道，就放弃写小说。2017年他凭借《尸人庄谜案》获得第二十七届鮎川哲也獎。推理作家北村薰对获奖作品评价说: “幻想和推理的结合非常出色。对于这种头脑不得不向他佩服”。《尸人庄谜案》在2018年“這本推理小說真厲害！”排名第1位，2018年“週刊文春推理小說 Best 10”排名第1位，2018年“本格推理小说 Best 10”排名第1位，第十五届書店大獎排名第3位，并获得第十八届本格推理大獎，将于2019年拍成电影。
获奖时对今村昌弘的介绍上写着“自由职业者”和“现居住在兵库县”。

## 作品列表

### 「屍人莊殺人事件」 系列
- 《屍人莊殺人事件》
  - 日文版：2017年10月 東京創元社 ISBN 9784488025557 / 2019年9月 創元推理文庫 ISBN 9784488466114
  - 繁体中文版：2019年7月 獨步文化 ISBN 9789579447409
  - 陆版：2019年9月 磨铁文化（出品）北京联合出版公司（出版） ISBN 978-7-5596-2831-2
- 《魔眼之匣殺人事件（日语：魔眼の匣の殺人）》
  - 日文版：2019年2月 東京創元社 ISBN 9784488027964
  - 繁体中文版：2020年7月 獨步文化 ISBN 9789579447751
  - 陆版：2020年9月 磨铁文化（出品）北京联合出版公司（出版） ISBN 978-7-5596-4199-1
- 《凶人邸殺人事件（日语：兇人邸の殺人）》
  - 日文版：2021年7月 東京創元社 ISBN 9784488028459
  - 繁体中文版：2022年9月 獨步文化 ISBN 9786267073742
  - 陆版：2022年9月预定 磨铁文化（出品）北京联合出版公司（出版） ISBN 978-7-5596-6403-7
- 《明智恭介的奔走（明智恭介の奔走）》
  - 日文版：2024年6月 東京創元社 ISBN 9784488029067
  - 繁体中文版：2025年6月 獨步文化 ISBN 9786267609477
  - 陆版：2025年预定 磨铁文化（出品）北京联合出版公司（出版）ISBN 978-7-5596-8526-1

### 其他
- 《Nemesis1（日语：ネメシスI）》
  - 日文版：2021年3月 講談社 ISBN 9784065228258
- 《驅邪 / 被杀死的真理子 （でぃすぺる）》
  - 日文版：2023年9月 文藝春秋 ISBN 9784163917498
  - 繁體中文版：2025年9月 獨步文化 ISBN 9786267609668
  - 陆版：北京联合出版公司 ISBN 978-7-5596-8510-0

### 單行本未収録作品
- 明智恭介 最初でも最後でもない事件（東京創元社『ミステリーズ！』vol.98 DECEMBER 2019）